# Rapid River (biflöde till Cree River)
Rapid River är ett vattendrag i Kanada.   Det ligger i provinsen Saskatchewan, i den centrala delen av landet, 2 500 km nordväst om huvudstaden Ottawa.
I omgivningarna runt Rapid River växer i huvudsak barrskog. Trakten runt Rapid River är nära nog obefolkad, med mindre än två invånare per kvadratkilometer.